# Úlet s Diggsem
Úlet s Diggsem (v anglickém originále Diggs) je 12. díl 25. řady (celkem 542.) amerického animovaného seriálu Simpsonovi. Scénář napsali Dan Greaney a Allen Glazier a díl režíroval Michael Polcino. V USA měl premiéru dne 9. března 2014 na stanici Fox Broadcasting Company a v Česku byl poprvé vysílán 5. června 2014 na stanici Prima Cool.

## Děj
Když hostující a čerstvě konvertovaný křesťanský duchovní z Indonésie prosí návštěvníky springfieldského kostela o příspěvek na pomoc nemocným dětem, Bart soucítí s chlapcem svého věku. Bart požaduje po rodičích peníze na příspěvek, nicméně ti tvrdí, že peníze nemají. Homer ale nakonec ustoupí a půjčí Bartovi 20 dolarů. Homer však téměř okamžitě začne Barta otravovat s požadavkem na vrácení peněz. Když cítí tlak Homerova obtěžování, Bart se na hřišti svěří Milhouseovi, načež mu čert v kostýmu učiní nabídku: pokud za peníze cokoli sní, bude moci získat oněch 20 dolarů. Bart požádá spolužáky, aby mu pomohli, a nabídne jim, že sní cokoli kromě peněz. 
Zanedlouho dostává Bart nabídky, aby snědl použitou žvýkačku, ortodontický vosk, skořici, třezalku a konzervovanou žábu připravenou k pitvě, přestože Líza svého bratra varuje, aby zvíře nekonzumoval. Po snědení žáby skončí Bart v nemocnici a vrátí otci 20 dolarů (na které Homer zapomněl), ale účet za nemocnici činí 4000 dolarů. Druhý den se Bartovi kamarádi a spolužáci, včetně Milhouse, Bartovi vyhýbají za to, že žábu skutečně snědl. Právě když se školní agresoři chystají Barta napadnout, zachrání situaci nový přestupující student Diggs se svým sokolem. Ten Bartovi odhalí skryté sídlo sokolnického klubu za školou. Jak Bart tráví s Diggsem stále více času, učí se o sokolnictví a provádí ve městě různé lumpárny tím, že učí sokola krást Springfielďanům věci. 
Jednoho dne Diggs skočí z vysoké větve stromu, což má za následek jeho zranění a urgentní hospitalizaci. Bart se ptá, co vedlo jeho nového přítele k takovému jednání. Diggs vysvětlí, že chtěl létat, čímž Barta znepokojí myšlenkou, že možná všichni lidé létat umí a nevědí o tom, protože to už nezkoušejí. Doktor Dlaha a neznámý lékař řeknou Bartovi, aby opustil místnost, a zaslechne, že Diggse převezou do psychiatrické léčebny. Homer a Marge poznají, co to znamená, a Marge napoví Bartovi, že to znamená, že Diggs má vážné problémy a že psychiatrická léčebna „není místo, které by měl malý chlapec někdy navštívit“. Homer navrhne, aby Bart obnovil své přátelství s Milhousem. Líza má pro Barta pochopení a ten útěchu ocení. 
Bart se vrací do školy a jde do sokolnického klubu, kam Diggs leze oknem a tvrdí, že dostal celodenní propustku z léčebny, aby se mohl zúčastnit sokolnické soutěže. Na soutěži Diggs odhalí Bartovi plán, jak osvobodit všechny sokoly. Bart pomůže Diggsovi plán uskutečnit a sokoli v hejnu odletí. Diggs poděkuje Bartovi za přátelství a odjíždí na kole zpět do psychiatrické léčebny s tím, že svobody se pravděpodobně dlouho nedočká, ale je rád, že spolu strávili tolik času. Hned poté přijíždí Milhouse, aby se Bartovi omluvil za to, že se mu předtím vyhýbal, a oba se usmíří.

## Přijetí
Dennis Perkins z The A.V. Clubu udělil epizodě známku C+: „Jde jen o to, že Bart se do takových příběhů nehodí tak dobře jako třeba Líza – jeho postava prostě není stavěná na ‚ovlivňování‘, tedy minimálně už ne. Mezi jeho počáteční velkorysostí vůči dítěti v příběhu o kostele a jeho ochotou zůstat věrný svému novému příteli není žádná souvislost.“.
Díl získal rating 1,2 a sledovalo jej celkem 2,69 milionu lidí. Jednalo se o třetí nejsledovanější díl v rámci bloku Animation Domination.